# Mistrovství světa v ledním hokeji 2017 (Divize III)
III. divize Mistrovství světa v ledním hokeji 2017 se hrála v bulharské Sofii od 10. do 16. dubna 2017.

## Herní systém
V divizi III hrálo 8 týmů. Ty byly rozděleny do dvou základních skupin po čtyřech týmech. První dva týmy každé skupiny postoupily do semifinále. Vítěz finále postoupil do skupiny B II. divize.

## Účastníci
| Tým                     | Kvalifikace                                               |
| ----------------------- | --------------------------------------------------------- |
| Bulharsko               | Pořadatel, 6. místo v Divizi II 2016 - Skupina B a sestup |
| Gruzie                  | 2. místo v Divizi III 2016                                |
| JAR                     | 3. místo v Divizi III 2016                                |
| Lucembursko             | 4. místo v Divizi III 2016                                |
| Bosna a Hercegovina     | 5. místo v Divizi III 2016 (odstoupení před turnajem)     |
| Hongkong                | 6. místo v Divizi III 2016                                |
| Spojené arabské emiráty | po roční odmlce zpátky                                    |
| Tchaj-wan               | nováček                                                   |

## Výsledky

### Základní skupiny
|  | Postup do semifinále |

#### Skupina A
| P  | Tým                 | Z | B | V | VP | PP | P | GV | GI | +/- |
| -- | ------------------- | - | - | - | -- | -- | - | -- | -- | --- |
| 1. | Bulharsko           | 3 | 9 | 3 | 0  | 0  | 0 | 18 | 3  | +15 |
| 2. | Hongkong            | 3 | 6 | 2 | 0  | 0  | 1 | 13 | 12 | +1  |
| 3. | Tchaj-wan           | 3 | 3 | 1 | 0  | 0  | 2 | 7  | 8  | -1  |
| 4. | Bosna a Hercegovina | 3 | 0 | 0 | 0  | 0  | 3 | 0  | 15 | -15 |

- Reprezentace  Bosna a Hercegovina se na poslední chvíli vzdala účasti a všechny její zápasy byly kontumovány 0:5 v její neprospěch.

#### Skupina B
| P  | Tým                     | Z | B | V | VP | PP | P | GV | GI | +/- |
| -- | ----------------------- | - | - | - | -- | -- | - | -- | -- | --- |
| 1. | Lucembursko             | 3 | 9 | 3 | 0  | 0  | 0 | 26 | 5  | +21 |
| 2. | Gruzie                  | 3 | 6 | 2 | 0  | 0  | 1 | 29 | 11 | +18 |
| 3. | JAR                     | 3 | 3 | 1 | 0  | 0  | 2 | 14 | 9  | +5  |
| 4. | Spojené arabské emiráty | 3 | 0 | 0 | 0  | 0  | 3 | 0  | 44 | -44 |

### Vyřazovací část

#### O 5. až 8. místo
- JAR -  Bosna a Hercegovina 5:0 kontumačně
- Tchaj-wan -  Spojené arabské emiráty 4:0

#### Semifinále
- Lucembursko -  Hongkong 8:1
- Bulharsko -  Gruzie 9:3

#### O 7. místo
- Bosna a Hercegovina -  Spojené arabské emiráty 0:5 kontumačně

#### O 5. místo
- JAR -  Tchaj-wan 7:3

#### O 3. místo
- Hongkong -  Gruzie 3:14

#### Finále
- Lucembursko -  Bulharsko 10:4

## Konečné pořadí
| Poř. | Tým                     |
| ---- | ----------------------- |
| 1.   | Lucembursko             |
| 2.   | Bulharsko               |
| 3.   | Gruzie                  |
| 4.   | Hongkong                |
| 5.   | JAR                     |
| 6.   | Tchaj-wan               |
| 7.   | Spojené arabské emiráty |